# Unió Demòcrata Cristiana d'Alemanya
|  | Per a altres significats sobre CDU, vegeu «CDU (desambiguació)». |

La Unió Demòcrata Cristiana d'Alemanya (Christlich Demokratische Union Deutschlands, abreviat CDU) es va fundar el 1945 al final de la Segona Guerra Mundial com a aliança dels líders d'orientació cristiana.
Entre les seves personalitats més destacades figuren els cancellers Konrad Adenauer, Ludwig Erhard, Kurt Georg Kiesinger, Helmut Kohl i l'antiga líder del partit Angela Merkel.

## Història
A diferència dels altres partits alemanys de la postguerra, la CDU/CSU és un partit fonamentalment nou format per cristians catòlics i protestants de tots els estrats socials i grups d'ingressos que creien que les diferències confessionals no tenien relació amb els problemes polítics. Molts dels líders de la CDU van sortir dels camps de concentració del tercer Reich, on havien anat a parar igualment catòlics i protestants, jesuïtes i ministres, empresaris i líders obrers. Aquesta col·laboració política entre catòlics i protestants va ser una resposta a un profund anhel del poble alemany d'harmonia política entre aquests grups antagònics des de la Reforma.
Konrad Adenauer formà una coalició de CDU/CSU, Partit Democràtic Lliure (FDP), i el Partit Alemany (DP) després de guanyar les eleccions federals alemanyes de 1949, Adenauer va iniciar la reconstrucció de l'Alemanya Occidental i va ajudar a convertir la nació en una potència econòmica gràcies a l'ajuda del Pla Marshall, sense oblidar la reconciliació d'Alemanya amb França i les altres potència aliades. Tot i guanyar les eleccions federals alemanyes de 1953, que van tenir lloc poc després de la insurrecció del 17 de juny al Berlín Est, per majoria absoluta, amplià el seu govern amb la incorporació de la Lliga dels Expulsats. Les eleccions de 1953 van suposar la confirmació de la política d'Adenauer d'aconseguir la igualtat per a Alemanya i les altres nacions del món lliure i d'obviar una política de totalitarisme i radicalisme.
L'excancellera Angela Merkel fou una excepció dins el seu partit ja que la CDU, històricament, havia estat un partit d'homes, catòlics i del sud, a més d'un conservadorisme social molt marcat. A més de ser dona, Merkel és protestant (evangèlica), del nord (Hamburg), i més centrista en les seves posicions polítiques. Malgrat tots aquests "handicaps" va ser escollida líder del partit quan Stoiber va perdre les eleccions l'any 2002 davant Schröder.
Friedrich Merz va ser elegit líder de la CDU el 22 de gener de 2022 rellevant Armin Laschet, que va dimitir després de la derrota del partit a les eleccions federals alemanyes de 2021, el seu pitjor resultat des de 1949.
A les portes de les eleccions federals alemanyes de 2025 el partit va entrar en crisi entre Friedrich Merz i Angela Merkel i el sector centrista del partit, en fer una proposició de llei per restringir la immigració, que va rebre el suport d'Alternativa per Alemanya (AfD), tot i que finalment la proposta va ser derrotada en el parlament.
Després de guanyar les eleccions federals de 2025, el 9 d'abril, Friedrich Merz va anunciar que s'havia arribat a un acord entre la CDU i l'SPD per formar un govern de gran coalició i l'11 d'abril, es va acordar que Merz seria elegit canceller el 6 de maig, però va perdre la primera votació, havent d'esperar a una segona votació el mateix dia. El mateix dia a la tarda va ser elegit canceller per 325 diputats.

## Ideologia
La CDU es defineix com un partit demòcrata cristià i conservador.

## Resultats electorals

### Parlament Federal (Bundestag)
| Any  | Líder                | Circum.    | Circum.   | Llista     | Llista     | Escons    | +/– | Govern                |
| Any  | Líder                | Vots       | %         | Vots       | %          | Escons    | +/– | Govern                |
| ---- | -------------------- | ---------- | --------- | ---------- | ---------- | --------- | --- | --------------------- |
| 1949 | Konrad Adenauer      |            |           | 5,978,636  | 25.2 (#1)  | 115 / 402 |     | CDU/CSU–FDP–DP        |
| 1953 | Konrad Adenauer      | 9,577,659  | 34.8 (#1) | 10,016,594 | 36.4 (#1)  | 197 / 509 | 82  | CDU/CSU–FDP–DP        |
| 1957 | Konrad Adenauer      | 11,975,400 | 39.7 (#1) | 11,875,339 | 39.7 (#1)  | 222 / 519 | 25  | CDU/CSU–DP            |
| 1961 | Konrad Adenauer      | 11,622,995 | 36.3 (#2) | 11,283,901 | 35.8 (#2)  | 201 / 521 | 21  | CDU/CSU–FDP           |
| 1965 | Konrad Adenauer      | 12,631,319 | 38.9 (#2) | 12,387,562 | 38.0 (#2)  | 202 / 518 | 1   | CDU/CSU–FDP (1965–66) |
| 1965 | Konrad Adenauer      | 12,631,319 | 38.9 (#2) | 12,387,562 | 38.0 (#2)  | 202 / 518 | 1   | CDU/CSU–SPD (1966–69) |
| 1969 | Kurt Georg Kiesinger | 12,137,148 | 37.1 (#2) | 12,079,535 | 36.6 (#2)  | 201 / 518 | 1   | Oposició              |
| 1972 | Rainer Barzel        | 13,304,813 | 35.7 (#2) | 13,190,837 | 35.2 (#2)  | 186 / 518 | 15  | Oposició              |
| 1976 | Helmut Kohl          | 14,423,157 | 38.3 (#2) | 14,367,302 | 38.0 (#2)  | 201 / 518 | 15  | Oposició              |
| 1980 | Helmut Kohl          | 13,467,207 | 35.6 (#2) | 12,989,200 | 34.2 (#2)  | 185 / 519 | 16  | Oposició (1980–82)    |
| 1980 | Helmut Kohl          | 13,467,207 | 35.6 (#2) | 12,989,200 | 34.2 (#2)  | 185 / 519 | 16  | CDU/CSU–FDP (1982–83) |
| 1983 | Helmut Kohl          | 15,943,460 | 41.0 (#1) | 14,857,680 | 38.1 (#2)  | 202 / 520 | 17  | CDU/CSU–FDP           |
| 1987 | Helmut Kohl          | 14,168,527 | 37.5 (#2) | 13,045,745 | 34.4 (#2)  | 185 / 519 | 17  | CDU/CSU–FDP           |
| 1990 | Helmut Kohl          | 17,707,574 | 38.3 (#1) | 17,055,116 | 36.7 (#1)  | 268 / 662 | 83  | CDU/CSU–FDP           |
| 1994 | Helmut Kohl          | 17,473,325 | 37.2 (#2) | 16,089,960 | 34.2 (#2)  | 244 / 672 | 24  | CDU/CSU–FDP           |
| 1998 | Helmut Kohl          | 15,854,215 | 32.2 (#2) | 14,004,908 | 28.4 (#2)  | 198 / 669 | 46  | Oposició              |
| 2002 | Angela Merkel        | 15,336,512 | 32.1 (#2) | 14,167,561 | 29.5 (#2)  | 190 / 603 | 8   | Oposició              |
| 2005 | Angela Merkel        | 15,390,950 | 32.6 (#2) | 13,136,740 | 27.8 (#2)  | 180 / 614 | 10  | CDU/CSU–SPD           |
| 2009 | Angela Merkel        | 13,856,674 | 32.0 (#1) | 11,828,277 | 27.3 (#1)  | 194 / 622 | 14  | CDU/CSU–FDP           |
| 2013 | Angela Merkel        | 16,233,642 | 37.2 (#1) | 14,921,877 | 34.1 (#1)  | 254 / 630 | 61  | CDU/CSU–SPD           |
| 2017 | Angela Merkel        | 14,027,804 | 30.2 (#1) | 12,445,832 | 26.8 (#1)  | 200 / 709 | 54  | CDU/CSU–SPD           |
| 2021 | Armin Laschet        | 10,445,571 | 22.6 (#2) | 8,770,980  | 19.0 (#2)  | 151 / 735 | 49  | Oposició              |
| 2025 | Friedrich Merz       | 11,194,700 | 22.55     | 12,601,967 | 25.46 (#1) | 164 / 630 | 12  | CDU/CSU–SPD           |

### Parlament Europeu
| Any  | Vots       | %          | Escons  | +/– | Grup   |
| ---- | ---------- | ---------- | ------- | --- | ------ |
| 1979 | 10,883,085 | 39.08 (#2) | 33 / 81 | Nou | EPP    |
| 1984 | 9,308,411  | 37.46 (#1) | 32 / 81 | 1   | EPP    |
| 1989 | 8,332,846  | 29.54 (#2) | 24 / 81 | 8   | EPP    |
| 1994 | 11,346,073 | 32.04 (#2) | 39 / 99 | 15  | EPP    |
| 1999 | 10,628,224 | 39.28 (#1) | 43 / 99 | 4   | EPP-ED |
| 2004 | 9,412,009  | 36.51 (#1) | 40 / 99 | 3   | EPP-ED |
| 2009 | 8,071,391  | 30.65 (#1) | 34 / 99 | 6   | EPP    |
| 2014 | 8,807,500  | 30.02 (#1) | 29 / 96 | 5   | EPP    |
| 2019 | 8,437,093  | 22.57 (#1) | 23 / 96 | 6   | EPP    |
| 2024 | 9,431,567  | 23.70 (#1) | 23 / 96 | =   | EPP    |